# سیلویا گراش
سیلویا گراش (به انگلیسی: Sylvia Gerasch) (زادهٔ ۱۶ مارس ۱۹۶۹) شناگر اهل آلمان است.